# Боярская, Елизавета Михайловна
Елизаве́та Миха́йловна Боя́рская (род. 20 декабря 1985, Ленинград, СССР) — российская актриса театра, кино и телевидения. Заслуженная артистка Российской Федерации (2018).

## Биография
Родилась в Ленинграде 20 декабря 1985 года в семье актёров Михаила Боярского и Ларисы Луппиан. У актрисы есть родной брат — Сергей Боярский. В детстве не проявляла актёрских способностей. 13 лет посвятила занятиям танцами (классическими и джазовыми). В подростковом возрасте окончила модельную школу. 
Во Второй Санкт-Петербургской гимназии имени Александра I училась посредственно, но за последние несколько лет обучения всё наверстала за счёт занятий с репетиторами. Благодаря этому Елизавета овладела двумя иностранными языками — английским и немецким. В выпускном классе решила поступать на отделение «пиар» факультета журналистики Санкт-Петербургского государственного университета. Проучившись некоторое время на подготовительных курсах, поняла, что к этой специальности у неё больше нет интереса. 
Посетив открытие учебного театра «На Моховой» и несколько спектаклей Театра имени Ленсовета, решила поступать в театральный институт. Как позже вспоминала сама Елизавета Боярская, родители не отговаривали её от подобного выбора, но предупредили «обо всех подводных течениях». Боярская за несколько месяцев подготовилась к поступлению в Санкт-Петербургскую государственную академию театрального искусства (ныне — РГИСИ). Поступила на курс ко Льву Абрамовичу Додину. Получала Президентскую стипендию. Окончила институт в 2007 году. Однокурсником Боярской был актёр Данила Козловский, с которым они впоследствии пришли играть в один театр.
С 2006 года — актриса Малого драматического театра (Театра Европы) в Санкт-Петербурге. Впервые вышла на сцену этого театра 9 марта 2006 года, сыграв роль Гонерильи в спектакле «Король Лир».
В 2001 году дебютировала в многосерийном фильме «Агент национальной безопасности 3», а в 2004 году снялась в кинокартине немецкого режиссёра Оливера Хиршбигеля «Бункер».
Первой значительной ролью в кино стала роль Тани в фильме режиссёра Василия Чигинского «Первый после Бога» (2005). Не менее значимой была роль Веры в фильме режиссёра Аллы Суриковой «Вы не оставите меня», где Боярская сыграла вместе с отцом. Популярность ей принесли фильм 2006 года выпуска «Парк советского периода» и российский новогодний фильм Тимура Бекмамбетова «Ирония судьбы. Продолжение» (2007).
Планировалось, что в фильме «Возвращение мушкетёров, или Сокровища кардинала Мазарини» Елизавета Боярская исполнит роль дочери д’Артаньяна, но впоследствии эту роль исполнила Лянка Грыу. Боярская отказалась от этой роли, поскольку в это время она одновременно снималась в фильме «Адмиралъ» и в 12-серийном фильме «Я вернусь». К тому же сценарий фильма о мушкетёрах ей был не особо интересен.
В фильме «Адмиралъ» (2008) Боярская сыграла Анну Тимирёву — возлюбленную адмирала Александра Колчака. Дальше были роли в фильмах «Не скажу», «Пять невест», «С новым годом, мамы!», «Шерлок Холмс», «Статус: Свободен» и «Анна Каренина». Одновременно она снялась в откровенных сценах в мини-сериале «Пётр Первый. Завещание», телесериале «Долгий путь домой», а также фильмах «Матч» и «Беглецы».
С осени 2008 года играет роль Роксаны в антрепризе «Сирано де Бержерак» продюсерского центра «Арт-Питер», где её партнёром является Сергей Безруков, играющий роль Сирано.
Елизавета Боярская в 2012 году озвучила Бабу-Ягу в мультфильме «Три богатыря на дальних берегах», а в 2016 году — волчицу Бьянку в мультфильме «Волки и овцы: бееезумное превращение».
В 2017 году сыграла Анну Каренину в телесериале «Анна Каренина. История Вронского», снятом Кареном Шахназаровым. Вронского сыграл муж Боярской — Максим Матвеев. Они почти девять месяцев изображали пару в неврастенических отношениях. Это было эмоционально затратно — Боярская почти год после этого нигде не снималась.
В 2021 году Боярская исполнила одну из главных ролей в военном художественном сериале «Седьмая симфония». (реж. Александр Котт). Картина посвящена знаменитому произведению Дмитрия Шостаковича, три части которого были написаны в блокадном Ленинграде, а четвёртая и последняя — в эвакуации в Куйбышеве в конце 1941 года. Елизавета сама исполнила почти все партии флейты в фильме: в институте на курсе Льва Додина она научилась играть на флейте. При подготовке к съёмкам, по её признанию, постоянно репетировала дома. Как позднее она признавалась в своих интервью, для неё самой как для петербурженки эта роль особенно значима в том числе потому, что многие члены её семьи пережили события Блокады Ленинграда.
В начале июня 2022 года в российский прокат вышла анимационная комедия «Кощей. Похититель невест», в которой актриса озвучила злодейку Мару.

## Общественная позиция
В 2008 году стала сторонницей партии «Единая Россия».

## Личная жизнь

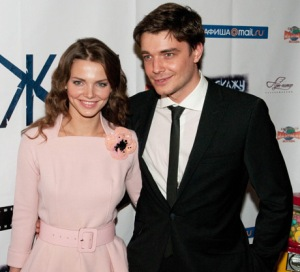
Максим Матвеев и Елизавета Боярская на премьере фильма «Не скажу» в кинотеатре «Кодак киномир». Москва, 16 ноября 2010 года

В 2009 году на съёмках фильма «Не скажу» познакомилась с актёром Максимом Матвеевым. 28 июля 2010 года они заключили брак. У них двое сыновей: Андрей, родившийся в 2012 году, и Григорий, родившийся в 2018 году.
|                  |                  |                  |                  |                  |                  |  |  |                   |                   |                   |                   |                   |                   |  |  | Александр Боярский (1885—1937) | Александр Боярский (1885—1937) | Александр Боярский (1885—1937) | Александр Боярский (1885—1937) | Александр Боярский (1885—1937) | Александр Боярский (1885—1937) |  |  | Екатерина Бояновская (1887—1956) | Екатерина Бояновская (1887—1956) | Екатерина Бояновская (1887—1956) | Екатерина Бояновская (1887—1956) | Екатерина Бояновская (1887—1956) | Екатерина Бояновская (1887—1956) |  |  |                                |                                |                                |                                |                                |                                |  |  |                              |                              |                              |                              |                              |                              |
|                  |                  |                  |                  |                  |                  |  |  |                   |                   |                   |                   |                   |                   |  |  | Александр Боярский (1885—1937) | Александр Боярский (1885—1937) | Александр Боярский (1885—1937) | Александр Боярский (1885—1937) | Александр Боярский (1885—1937) | Александр Боярский (1885—1937) |  |  | Екатерина Бояновская (1887—1956) | Екатерина Бояновская (1887—1956) | Екатерина Бояновская (1887—1956) | Екатерина Бояновская (1887—1956) | Екатерина Бояновская (1887—1956) | Екатерина Бояновская (1887—1956) |  |  |                                |                                |                                |                                |                                |                                |  |  |                              |                              |                              |                              |                              |                              |
|                  |                  |                  |                  |                  |                  |  |  |                   |                   |                   |                   |                   |                   |  |  |                                |                                |                                |                                |                                |                                |  |  |                                  |                                  |                                  |                                  |                                  |                                  |  |  |                                |                                |                                |                                |                                |                                |  |  |                              |                              |                              |                              |                              |                              |
|                  |                  |                  |                  |                  |                  |  |  |                   |                   |                   |                   |                   |                   |  |  |                                |                                |                                |                                |                                |                                |  |  |                                  |                                  |                                  |                                  |                                  |                                  |  |  |                                |                                |                                |                                |                                |                                |  |  |                              |                              |                              |                              |                              |                              |
| Алексей Боярский | Алексей Боярский | Алексей Боярский | Алексей Боярский | Алексей Боярский | Алексей Боярский |  |  | Павел Боярский    | Павел Боярский    | Павел Боярский    | Павел Боярский    | Павел Боярский    | Павел Боярский    |  |  | Сергей Боярский (1916—1976)    | Сергей Боярский (1916—1976)    | Сергей Боярский (1916—1976)    | Сергей Боярский (1916—1976)    | Сергей Боярский (1916—1976)    | Сергей Боярский (1916—1976)    |  |  | Екатерина Мелентьева (1920—1992) | Екатерина Мелентьева (1920—1992) | Екатерина Мелентьева (1920—1992) | Екатерина Мелентьева (1920—1992) | Екатерина Мелентьева (1920—1992) | Екатерина Мелентьева (1920—1992) |  |  | Николай Боярский (1922—1988)   | Николай Боярский (1922—1988)   | Николай Боярский (1922—1988)   | Николай Боярский (1922—1988)   | Николай Боярский (1922—1988)   | Николай Боярский (1922—1988)   |  |  | Лидия Штыкан (1922—1982)     | Лидия Штыкан (1922—1982)     | Лидия Штыкан (1922—1982)     | Лидия Штыкан (1922—1982)     | Лидия Штыкан (1922—1982)     | Лидия Штыкан (1922—1982)     |
| Алексей Боярский | Алексей Боярский | Алексей Боярский | Алексей Боярский | Алексей Боярский | Алексей Боярский |  |  | Павел Боярский    | Павел Боярский    | Павел Боярский    | Павел Боярский    | Павел Боярский    | Павел Боярский    |  |  | Сергей Боярский (1916—1976)    | Сергей Боярский (1916—1976)    | Сергей Боярский (1916—1976)    | Сергей Боярский (1916—1976)    | Сергей Боярский (1916—1976)    | Сергей Боярский (1916—1976)    |  |  | Екатерина Мелентьева (1920—1992) | Екатерина Мелентьева (1920—1992) | Екатерина Мелентьева (1920—1992) | Екатерина Мелентьева (1920—1992) | Екатерина Мелентьева (1920—1992) | Екатерина Мелентьева (1920—1992) |  |  | Николай Боярский (1922—1988)   | Николай Боярский (1922—1988)   | Николай Боярский (1922—1988)   | Николай Боярский (1922—1988)   | Николай Боярский (1922—1988)   | Николай Боярский (1922—1988)   |  |  | Лидия Штыкан (1922—1982)     | Лидия Штыкан (1922—1982)     | Лидия Штыкан (1922—1982)     | Лидия Штыкан (1922—1982)     | Лидия Штыкан (1922—1982)     | Лидия Штыкан (1922—1982)     |
|                  |                  |                  |                  |                  |                  |  |  |                   |                   |                   |                   |                   |                   |  |  |                                |                                |                                |                                |                                |                                |  |  |                                  |                                  |                                  |                                  |                                  |                                  |  |  |                                |                                |                                |                                |                                |                                |  |  |                              |                              |                              |                              |                              |                              |
|                  |                  |                  |                  |                  |                  |  |  |                   |                   |                   |                   |                   |                   |  |  |                                |                                |                                |                                |                                |                                |  |  |                                  |                                  |                                  |                                  |                                  |                                  |  |  |                                |                                |                                |                                |                                |                                |  |  |                              |                              |                              |                              |                              |                              |
|                  |                  |                  |                  |                  |                  |  |  | Ольга Разумовская | Ольга Разумовская | Ольга Разумовская | Ольга Разумовская | Ольга Разумовская | Ольга Разумовская |  |  | Александр Боярский (1938—1980) | Александр Боярский (1938—1980) | Александр Боярский (1938—1980) | Александр Боярский (1938—1980) | Александр Боярский (1938—1980) | Александр Боярский (1938—1980) |  |  | Михаил Боярский (род. 1949)      | Михаил Боярский (род. 1949)      | Михаил Боярский (род. 1949)      | Михаил Боярский (род. 1949)      | Михаил Боярский (род. 1949)      | Михаил Боярский (род. 1949)      |  |  | Лариса Луппиан (род. 1953)     | Лариса Луппиан (род. 1953)     | Лариса Луппиан (род. 1953)     | Лариса Луппиан (род. 1953)     | Лариса Луппиан (род. 1953)     | Лариса Луппиан (род. 1953)     |  |  | Екатерина Боярская           | Екатерина Боярская           | Екатерина Боярская           | Екатерина Боярская           | Екатерина Боярская           | Екатерина Боярская           |
|                  |                  |                  |                  |                  |                  |  |  | Ольга Разумовская | Ольга Разумовская | Ольга Разумовская | Ольга Разумовская | Ольга Разумовская | Ольга Разумовская |  |  | Александр Боярский (1938—1980) | Александр Боярский (1938—1980) | Александр Боярский (1938—1980) | Александр Боярский (1938—1980) | Александр Боярский (1938—1980) | Александр Боярский (1938—1980) |  |  | Михаил Боярский (род. 1949)      | Михаил Боярский (род. 1949)      | Михаил Боярский (род. 1949)      | Михаил Боярский (род. 1949)      | Михаил Боярский (род. 1949)      | Михаил Боярский (род. 1949)      |  |  | Лариса Луппиан (род. 1953)     | Лариса Луппиан (род. 1953)     | Лариса Луппиан (род. 1953)     | Лариса Луппиан (род. 1953)     | Лариса Луппиан (род. 1953)     | Лариса Луппиан (род. 1953)     |  |  | Екатерина Боярская           | Екатерина Боярская           | Екатерина Боярская           | Екатерина Боярская           | Екатерина Боярская           | Екатерина Боярская           |
|                  |                  |                  |                  |                  |                  |  |  |                   |                   |                   |                   |                   |                   |  |  |                                |                                |                                |                                |                                |                                |  |  |                                  |                                  |                                  |                                  |                                  |                                  |  |  |                                |                                |                                |                                |                                |                                |  |  |                              |                              |                              |                              |                              |                              |
|                  |                  |                  |                  |                  |                  |  |  |                   |                   |                   |                   |                   |                   |  |  |                                |                                |                                |                                |                                |                                |  |  |                                  |                                  |                                  |                                  |                                  |                                  |  |  |                                |                                |                                |                                |                                |                                |  |  |                              |                              |                              |                              |                              |                              |
|                  |                  |                  |                  |                  |                  |  |  |                   |                   |                   |                   |                   |                   |  |  | Екатерина Боярская (род. 1978) | Екатерина Боярская (род. 1978) | Екатерина Боярская (род. 1978) | Екатерина Боярская (род. 1978) | Екатерина Боярская (род. 1978) | Екатерина Боярская (род. 1978) |  |  | Сергей Боярский (род. 1980)      | Сергей Боярский (род. 1980)      | Сергей Боярский (род. 1980)      | Сергей Боярский (род. 1980)      | Сергей Боярский (род. 1980)      | Сергей Боярский (род. 1980)      |  |  | Елизавета Боярская (род. 1985) | Елизавета Боярская (род. 1985) | Елизавета Боярская (род. 1985) | Елизавета Боярская (род. 1985) | Елизавета Боярская (род. 1985) | Елизавета Боярская (род. 1985) |  |  | Максим Матвеев (род. 1982)   | Максим Матвеев (род. 1982)   | Максим Матвеев (род. 1982)   | Максим Матвеев (род. 1982)   | Максим Матвеев (род. 1982)   | Максим Матвеев (род. 1982)   |
|                  |                  |                  |                  |                  |                  |  |  |                   |                   |                   |                   |                   |                   |  |  | Екатерина Боярская (род. 1978) | Екатерина Боярская (род. 1978) | Екатерина Боярская (род. 1978) | Екатерина Боярская (род. 1978) | Екатерина Боярская (род. 1978) | Екатерина Боярская (род. 1978) |  |  | Сергей Боярский (род. 1980)      | Сергей Боярский (род. 1980)      | Сергей Боярский (род. 1980)      | Сергей Боярский (род. 1980)      | Сергей Боярский (род. 1980)      | Сергей Боярский (род. 1980)      |  |  | Елизавета Боярская (род. 1985) | Елизавета Боярская (род. 1985) | Елизавета Боярская (род. 1985) | Елизавета Боярская (род. 1985) | Елизавета Боярская (род. 1985) | Елизавета Боярская (род. 1985) |  |  | Максим Матвеев (род. 1982)   | Максим Матвеев (род. 1982)   | Максим Матвеев (род. 1982)   | Максим Матвеев (род. 1982)   | Максим Матвеев (род. 1982)   | Максим Матвеев (род. 1982)   |
|                  |                  |                  |                  |                  |                  |  |  |                   |                   |                   |                   |                   |                   |  |  |                                |                                |                                |                                |                                |                                |  |  |                                  |                                  |                                  |                                  |                                  |                                  |  |  |                                |                                |                                |                                |                                |                                |  |  |                              |                              |                              |                              |                              |                              |
|                  |                  |                  |                  |                  |                  |  |  |                   |                   |                   |                   |                   |                   |  |  |                                |                                |                                |                                |                                |                                |  |  |                                  |                                  |                                  |                                  |                                  |                                  |  |  |                                |                                |                                |                                |                                |                                |  |  |                              |                              |                              |                              |                              |                              |
|                  |                  |                  |                  |                  |                  |  |  |                   |                   |                   |                   |                   |                   |  |  | Екатерина Боярская (род. 1998) | Екатерина Боярская (род. 1998) | Екатерина Боярская (род. 1998) | Екатерина Боярская (род. 1998) | Екатерина Боярская (род. 1998) | Екатерина Боярская (род. 1998) |  |  | Александра Боярская (род. 2008)  | Александра Боярская (род. 2008)  | Александра Боярская (род. 2008)  | Александра Боярская (род. 2008)  | Александра Боярская (род. 2008)  | Александра Боярская (род. 2008)  |  |  | Андрей Матвеев (род. 2012)     | Андрей Матвеев (род. 2012)     | Андрей Матвеев (род. 2012)     | Андрей Матвеев (род. 2012)     | Андрей Матвеев (род. 2012)     | Андрей Матвеев (род. 2012)     |  |  | Григорий Матвеев (род. 2018) | Григорий Матвеев (род. 2018) | Григорий Матвеев (род. 2018) | Григорий Матвеев (род. 2018) | Григорий Матвеев (род. 2018) | Григорий Матвеев (род. 2018) |

## Признание и награды

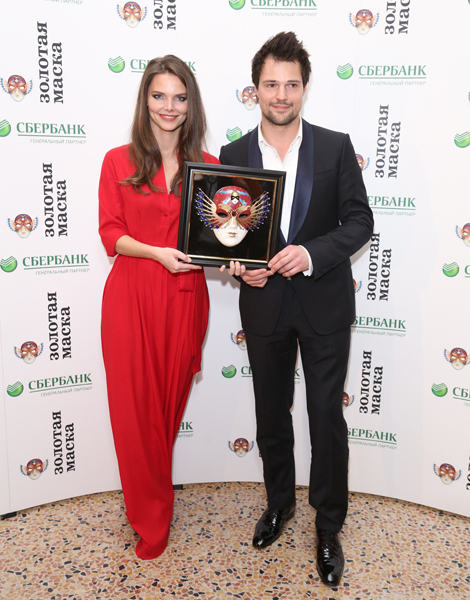
Данила Козловский и Елизавета Боярская — «Золотая маска» 2014 за спектакль «Коварство и любовь» Малого драматического театра

- 2006 — Лауреат премии «Золотой софит» в категории «Лучший дебют» за роль Гонерильи в спектакле «Король Лир» постановки Льва Додина[6].
- 2006 — Лауреат кинонаграды «MTV Россия» в номинации «Прорыв года» за фильм «Первый после Бога».
- 2008 — Лауреат независимой молодёжной премии «Триумф»[6].
- 2009 — Лауреат кинонаграды «MTV Россия» в номинации «Лучшая женская роль» за роль Анны Тимирёвой в фильме «Адмиралъ».
- 2009 — Победитель премии «ТОП 50. Самые знаменитые люди Петербурга» журнала «Собака.ru» в номинации «Театр».[14]
- 2011 — Лауреат премии (совместно с Максимом Матвеевым) кинофестиваля «Дух Огня» (Ханты-Мансийск) в номинации «Лучший актёрский ансамбль» за исполнение главной женской роли в фильме «Не скажу».
- 2011 — Лауреат премии фестиваля «Литература и кино» (Гатчина) в номинации «Лучшая женская роль» за исполнение главной женской роли в фильме «Не скажу».
- 2011 — Лауреат премии «Золотой дятел» за сомнительные достижения в области кино как худшая актриса года[15].
- 2011 — Орден Почёта (25 октября 2011 года, Молдавия) — в знак высокого признания особых заслуг в развитии молдо-российского сотрудничества в области культуры и за талантливое воплощение художественных образов молдавского господаря Дмитрия Кантемира и княжны Марии Кантемир в фильме «Пётр Первый. Завещание»[16][17].
- 2014 — Лауреат премии «Хрустальная Турандот» за роль Леди Макбет в спектакле «Леди Макбет нашего уезда» (МТЮЗ).
- 2016 — Санкт-Петербургская независимая актёрская премия имени Владислава Стржельчика.
- 2018 — Российская кинопремия «Золотой орёл» за 2017 год в номинации «Лучшая женская роль на телевидении» за роль Анны Карениной в телесериале «Анна Каренина. История Вронского».
- 2018 — Лучшая актриса пилота телевизионного сериала («Ворона») на фестивале телесериалов «Пилот»[18].
- 2018 — почётное звание «Заслуженный артист Российской Федерации (2 марта 2018 года) — за большой вклад в развитие отечественной культуры и искусства, многолетнюю плодотворную деятельность[3][4][5].

## Роли в театре

### Малый драматический театр (Театр Европы)
- 2006 — «Король Лир» по одноимённой пьесе Уильяма Шекспира — Гонерилья
- 2006 — «Блажь» — Гурьевна
- 2007 — «Жизнь и судьба» по роману Василия Гроссмана — Женя
- 2008 — «Бесплодные усилия любви» по пьесе Уильяма Шекспира — Розалина
- 2009 — «Прекрасное воскресенье для разбитого сердца» по пьесе Теннесси Уильямса — Доротея
- 2010 — «Три сестры» по одноимённой пьесе А. П. Чехова — Ирина / Маша
- 2012 — «Коварство и любовь» по одноимённой пьесе-трагедии Фридриха Шиллера — Луиза
- 2014 — «Вишнёвый сад» по одноимённой пьесе А. П. Чехова — Варя
- 2015 — «Братья и сёстры» по роману Фёдора Абрамова — Варвара Иняхина
- 2016 — «Гамлет» по пьесе Шекспира — Офелия
- 2019 — «1926» по переписке Бориса Пастернака и Марины Цветаевой[19].
- 2020 — «Братья Карамазовы» по роману Ф. М. Достоевского — Катерина Ивановна
- 2022 — «Чайка» по одноимённой пьесе А. П. Чехова — Ирина Николаевна Аркадина

### Московский театр юного зрителя
- 2013 — «Леди Макбет нашего уезда» по повести Николая Лескова — Катерина Измайлова, режиссёр — Кама Гинкас[20]

### Продюсерский центр «Арт-Питер»
- 2008 — «Сирано де Бержерак» по пьесе Эдмона Ростана — Роксана
- 2010 — «ROOMS»

### Театр Наций
- 2016 — «Иванов» по пьесе А. П. Чехова (режиссёр Тимофей Кулябин) — Саша[21]
- 2019 — «Дядя Ваня» по одноимённой пьесе А. П. Чехова (режиссёр Стефан Брауншвейг) — Елена Андреевна[22]

## Фильмография
| Год  |   | Название                          | Роль                                                                                              |
| ---- | - | --------------------------------- | ------------------------------------------------------------------------------------------------- |
| 2001 | с | Агент национальной безопасности 3 | девушка в баре                                                                                    |
| 2001 | с | Ключи от смерти                   | Алиса                                                                                             |
| 2001 | с | Кобра. Антитеррор                 | Настя                                                                                             |
| 2003 | с | Демон полдня                      | Лена Гладышева                                                                                    |
| 2004 | ф | Бункер / Der Untergang            | Эрна Флегель, медсестра                                                                           |
| 2005 | ф | Запасной инстинкт                 | Лера                                                                                              |
| 2005 | ф | Своя чужая жизнь                  | Франсуаза                                                                                         |
| 2005 | ф | Первый после бога                 | Таня                                                                                              |
| 2005 | с | Убойная сила-6                    | Лиза                                                                                              |
| 2005 | с | Тронутые                          | Настя                                                                                             |
| 2006 | ф | Вы не оставите меня               | Вера Евгеньевна Никифорова-Зарицкая (Верочка), актриса                                            |
| 2006 | с | Грозовые ворота                   | Александра                                                                                        |
| 2006 | ф | Парк советского периода           | Алёна Ивановна Волкова                                                                            |
| 2006 | с | Юнкера                            | Верочка                                                                                           |
| 2007 | ф | Ирония судьбы. Продолжение        | Надя (Надежда Ипполитовна), единственная дочь Надежды Васильевны Шевелёвой и Ипполита Георгиевича |
| 2008 | ф | Адмиралъ                          | Анна Васильевна Тимирёва, любовница адмирала Александра Васильевича Колчака                       |
| 2009 | с | Я вернусь                         | Муся Растопчина                                                                                   |
| 2009 | ф | Луна-Луна                         | Зинаида                                                                                           |
| 2009 | ф | Маленькие трагедии                | Лаура, актриса                                                                                    |
| 2010 | ф | Не скажу                          | Анна                                                                                              |
| 2010 | ф | Человек с бульвара Капуцинок      | Катя, дочь Гарика                                                                                 |
| 2011 | ф | Пётр Первый. Завещание            | Мария Дмитриевна Кантемир, молдавская принцесса                                                   |
| 2011 | ф | Пять невест                       | Зоя Скворцова                                                                                     |
| 2011 | ф | Сказка. Есть                      | мама Даши                                                                                         |
| 2011 | с | МУР                               | Инна Муравьёва                                                                                    |
| 2012 | ф | Матч                              | Анна Шевцова, учительница немецкого языка                                                         |
| 2012 | ф | Zолушка                           | Полина, дочь Людмилы, владелицы мусорного бизнеса                                                 |
| 2012 | ф | Клуши                             | Анастасия, свидетельница невесты на свадьбе                                                       |
| 2012 | ф | Подпоручикъ Ромашовъ              | Верочка                                                                                           |
| 2012 | ф | С новым годом, мамы!              | Ксения, сестра Марины, супруга Евгения                                                            |
| 2013 | ф | Курьер из «Рая»                   | Вероника                                                                                          |
| 2013 | ф | Привычка расставаться             | подруга Евы                                                                                       |
| 2013 | ф | Комплекс полноценности            | незнакомка                                                                                        |
| 2013 | с | Шерлок Холмс                      | Луиза Бернат                                                                                      |
| 2014 | ф | Беглецы                           | Устья, жена золотоискателя, немая                                                                 |
| 2014 | с | Долгий путь домой                 | Ляля                                                                                              |
| 2014 | с | Куприн. Впотьмах                  | Зенида, укротительница тигров в цирке-шапито                                                      |
| 2014 | с | Охотники за головами              | Рита Орлова                                                                                       |
| 2015 | ф | Контрибуция                       | вдова Чагина                                                                                      |
| 2015 | ф | Фантазия белых ночей              | Мария Симонова, прима-балерина                                                                    |
| 2015 | ф | Хранитель пути                    | снималась                                                                                         |
| 2016 | ф | Пьяная фирма                      | Анастасия Григорьевна, главный врач поликлиники                                                   |
| 2016 | ф | Статус: Свободен                  | Афина Гордеева                                                                                    |
| 2017 | с | Анна Каренина. История Вронского  | Анна Аркадьевна Каренина (Облонская)                                                              |
| 2017 | ф | NO-ONE                            | Зина, дочь секретаря обкома КПСС                                                                  |
| 2018 | с | Ворона                            | Анна Петровна Воронцова, старший следователь СК                                                   |
| 2021 | с | Оптимисты. Второй сезон           | Алекс Брэдли                                                                                      |
| 2021 | с | Седьмая симфония                  | Вера Преображенская, флейтистка                                                                   |
| 2021 | с | Манюня                            | рассказчик                                                                                        |
| 2022 | с | Без правил                        | Ольга Антоновна Лебедева, предпринимательница                                                     |
| 2022 | ф | Ходжа Насреддин                   | кобылица                                                                                          |
| 2022 | с | Ворона. Тень справедливости       | Анна Петровна Воронцова, старший следователь СК                                                   |
| 2022 | с | Великая. Фильм второй             | Екатерина II                                                                                      |
| 2023 | с | Цикады                            | Оксана Филатова, мать Марка                                                                       |
| 2024 | ф | Малышарики. День Рождения         | Мама                                                                                              |
| 2025 | с | Опасная близость                  | Анна                                                                                              |

### Озвучивание мультфильмов
| Год  |    | Название                             | Роль           |
| ---- | -- | ------------------------------------ | -------------- |
| 2012 | мф | Три богатыря на дальних берегах      | Баба-Яга       |
| 2016 | мф | Волки и овцы: бееезумное превращение | волчица Бьянка |
| 2018 | мф | Волки и овцы: Ход свиньёй            | волчица Бьянка |
| 2021 | мф | Три богатыря и Конь на троне         | Баба-Яга       |
| 2022 | мф | Кощей. Похититель невест             | Мара           |

### Роли в видеоклипах
Снялась в клипах Валерия Меладзе на песни «Небеса», «Свет уходящего солнца» и «Мой брат», а также в клипе «Всё хорошо» на песню из благотворительного мультсериала «Летающие звери».